# ألفارو ماغالهايز
ألفارو ماغالهايز (بالبرتغالية: Álvaro Monteiro Magalhães‏)، من مواليد 3 يناير 1961، لاعب كرة قدم برتغالي سابق، ومدرب كرة قدم برتغالي حالي.
لعب مع منتخب البرتغال لكرة القدم.

## روابط خارجية
- ألفارو ماغالهايز على موقع الاتحاد الدولي (مؤرشف)  (الإنجليزية)
- ألفارو ماغالهايز على موقع قاعدة بيانات كرة القدم.إي يو (الإنجليزية)
- ألفارو ماغالهايز على موقع ناشيونال فوتبول تيمز (الإنجليزية)
- ألفارو ماغالهايز على موقع عالم كرة القدم.نت (الإنجليزية)